# Ronaldinho
Ronaldo de Assis Morreira "Ronaldinho" Gaucho (Porto Alegre, 21. ožujka 1980.), bivši je Brazilski nogometaš i bivši reprezentativac Brazila. Završio je karijeru u siječnju 2018. godine. Smatraju ga jednim od najboljih nogometaša na svijetu.

## Karijera

### Rane godine
Ronaldinho je svoju nogometnu karijeru započeo s klubom Gremio de Porto Alegre, gdje ga je njegov prirodni talent uskoro doveo u centar pozornosti brazilske nogometne javnosti. Tijekom četiri sezone što ih je tamo proveo, od 1997. do 2001., Ronaldinho je izborio svoje mjesto i u Brazilskoj reprezentaciji. Osvojio je Copu Américu 1999. godine, postigavši 6 golova, uključujući vrlo upečatljiv potez protiv Venezuele. Ronaldinhov stariji brat, Roberto de Assis Moreira, postao je igračev zastupnik.

### PSG
Godine 2001. Ronaldinho je odlučio iskušati sreću u europskom nogometu te je potpisao ugovor za francuski PSG. Premda nije uspio doći do trofeja za vrijeme igranja u Parizu, Ronaldinho je nastavio pobjeđivati u dresu reprezentacije, osvojivši naslov pobjednika Svjetskog prvenstva 2002., u Japanu i Koreji.

### Svjetska slava u Barceloni
Ronaldinho je potpisao ugovor s Barcelonom u ljeto 2003., prateći korake mnogih sunarodnjaka koji su imali uspješne karijere u tom klubu: Evarista, Ronalda, Romarija i Rivalda.     
Već nakon prve utakmice u Barçinom dresu, navijači su bili oduševljeni Ronaldinhovim magičnim nogometnim talentom. Njegova sposobnost da u potpunosti promijeni tijek igre veličanstvenim solo-prodorima pretvorila ga je u nogometnu ikonu novog stoljeća. Za vrijeme njegove prve sezone, ekipa je nanizala nevjerojatni niz od sedamnaest uzastopnih utakmica bez poraza i završila na drugom mjestu Španjolske lige, osiguravši direktan plasman u Ligu prvaka. Uspjesi su se nastavili u sljedećoj sezoni, 2004./05. Ronaldinho i ostatak Barçine momčadi zauzeli su čvrsto mjesto na vrhu ljestvice, što ih je dovelo do osvajanja titule prvaka Španjolske lige.
K tome, Ronaldinho je dva puta zaredom osvojio laskave titule najboljeg svjetskog igrača, FIFA World Player 2004. i 2005., te Ballon d'Or (Zlatnu loptu) 2005. Do tada, Ronaldinho je postao vođa moćnog Brazila, s kojim je osvojio titulu pobjednika Kupa konfederacija u Njemačkoj 2005. godine.

### Novi početak u Milanu
Dana 17. srpnja 2008. Ronaldinho je potpisao trogodišnji ugovor za Milan, za iznos od 21 milijun eura. Milan mu je također dozvolio nastup za brazilsku olimpijsku reprezentaciju na OI u Pekingu.

### Flamengo i povratak u reprezentaciju
Ronaldinho prijelazom u brazilskog prvoligaša Clube de Regatas do Flamengo 2011. godine se vratio u reprezentaciju zbog veoma dobre sezone. U 33 utakmice je zabio 15 golova. Završili su na 4. mjestu Campeonato Brasileiro Série A. Te sezone je odigrao 3 utakmice za Brazilsku reprezentaciju i zabio 1 gol. 

### Atlético Mineiro
Od 2012. je član Atlético Mineira. U ljeto 2013. je osvojio najprestižnije klupsko natjecanje u Južnoj Americi, Copa Libertadores.
31. prosinca 2013. Ronaldinhu je istekao ugovor s Atlético Mineirom, ali ga je nakon neuspješnog pronalaska novog kluba, ponovno potpisao 9. siječnja 2014.

### Querétaro
5. rujna 2014. Ronaldinho je potpisao dvogodišnji ugovor s meksičkim prvoligašem Querétarom. Nakon samo jedne sezone u klubu, Ronaldinho napušta redove meksičkog kluba.

### Fluminense
11. srpnja 2015. Ronaldinho je potpisao za brazilski nogometni klub Fluminense u kojem je tek odigrao devet službenih utakmica.

## Nagrada
Proglašen je najboljim nogometašom desetljeća po izboru World Soccera.

## Vanjske poveznice
- Ronaldinho Gaucho službena stranica  Arhivirana inačica izvorne stranice od 6. ožujka 2010. (Wayback Machine)
- Ronaldinho Video  Arhivirana inačica izvorne stranice od 26. lipnja 2017. (Wayback Machine)
- Ronaldinho-Web  Arhivirana inačica izvorne stranice od 9. srpnja 2017. (Wayback Machine)
- Photos and Videos Ronaldinho